# Davit Gvantseladze
Davit Gvantseladze (in georgiano დავით•გვანცელაძე?, in russo Давид Николаевич Гванцеладзе?, David Nikolayevich Gvantseladze; Batumi, 28 marzo 1937 – Tibilisi, 1º maggio 1984) è stato un lottatore sovietico, specializzato nella lotta greco-romana.
Attivo nei primi anni 60, quando vinse cinque titoli sovietici: il primo nei pesi medi e i restanti quattro, nel 1962 e poi tre consecutivi dal 1964 al 1966, nei pesi leggeri.
Nel 1963 vinse la sua prima medaglia internazionale perdendo la finale dei pesi leggeri dei Mondiali di Helsingborg contro lo jugoslavo Stevan Horvat.
L'anno successivo, sempre nei pesi leggeri, vinse la medaglia di bronzo olimpica a Tokyo 1964.

## Palmarès
- Giochi olimpici

Tokyo 1964: bronzo nei pesi leggeri.
- Campionati mondiali

Helsingborg 1963: argento nei pesi leggeri.